# Mussismilia braziliensis
Espèce
Statut CITES
Mussismilia braziliensis est une espèce de coraux appartenant à la famille des Mussidae.